# Felsőbogáta

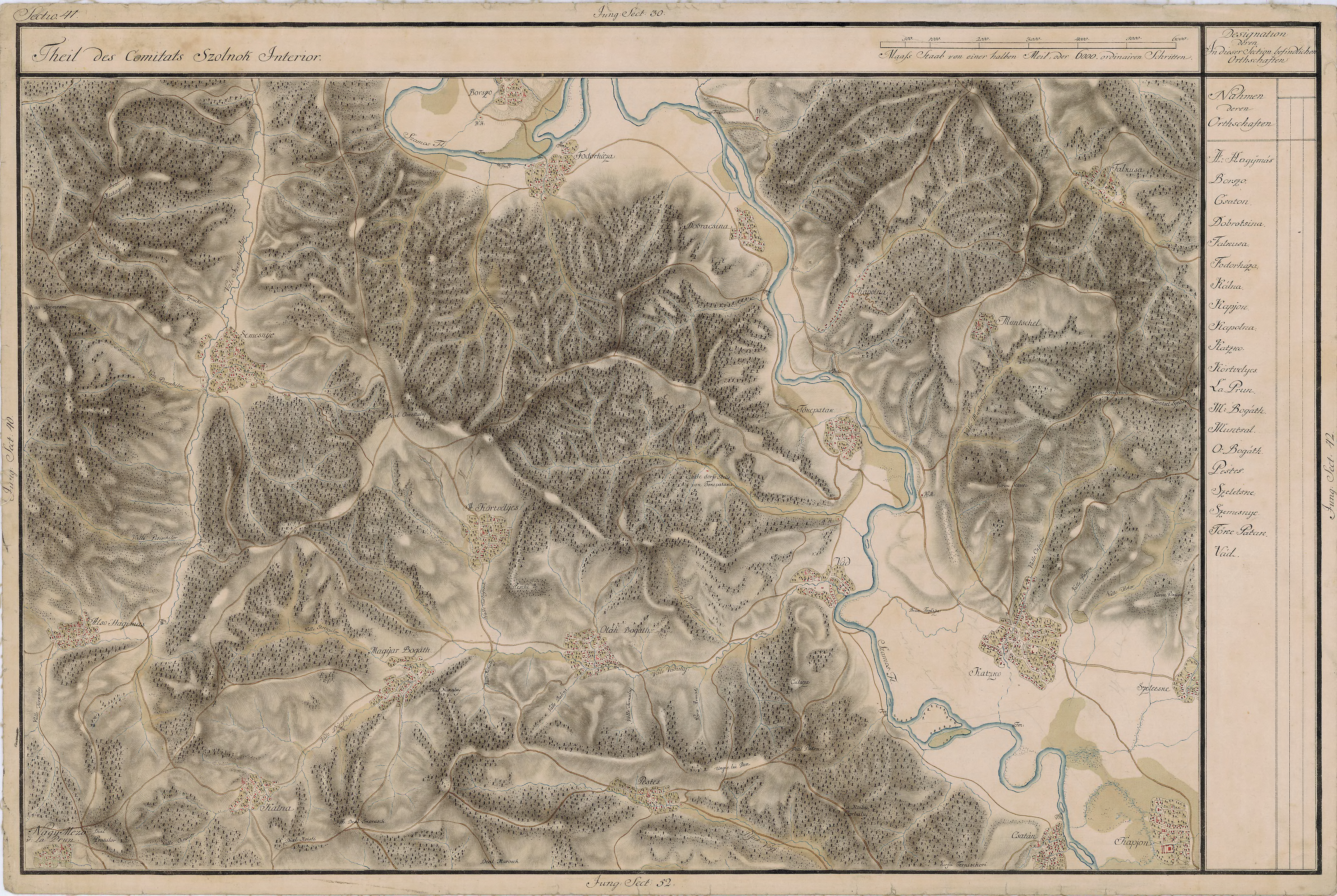
Felsőbogáta egy régi térképen

Felsőbogáta románul: Bogata de Sus, falu Romániában, Erdélyben, Kolozs megyében.

## Fekvése
Déstől északnyugatra, a Szamosba ömlő Bogáta-patak felső völgyében fekvő település.

## Története
Felsőbogáta, Bogáta nevét 1315-ben említette először oklevél Bogath néven, mint Székely birtokot, s Lápos tartozékát. Későbbi névváltozatai: 1325-ben p. Bogath, 1366-ban Bogath, Bogathtu, 1418-ban Bogata, 1587-ben Bogatt, 1808-ban Bogátha (Magyar-), 1861-ben Magyar-Bogáta, 1913-ban Felsőbogáta.
Bogáta első birtokosai a losonczi Bánffy család elődei Dénes nádor fia Dénes ispán voltak.  Dénes ispán fiaitól Tamástól és Istvántól a 14. század elején uralkodó zavaros időkben a hatalmas Kán László erdélyi vajda jogtalanul elfoglalta.  A Bánffyak birtokukba újra Bogáta 1315-ben Károly Róbert parancsára került vissza. A Bánffy Dénes fiai közt 1325-ben történt birtokmegosztás szerint Bogáta ifjú Bánffy Dezsőnek jutott. 1437-ben is a Losonczyak birtoka volt. Losonczi Dezső Magyarbogath-i jobbágya: Antal a jobbágyok egyik képviselője volt a kolozsmonostori egyezségen.
1467-ben Mátyás király Bánffy István fiától Lászlótól és Bánffy Dezső fiaitól ifjú Lászlótól és Zsigmondtól Csicsóvárának két részét hűtlenségük miatt elvette, e község szintén két részét, mint Csicsóvára tartozékát, szerdahelyi Imrefi Györgynek és fiainak Kiss Jánosnak és Mihálynak adományozta. 1553-ban egy oklevél szerint e birtokot Csicsóvár egykori ura, IV. Péter moldvai fejedelem a Révkolostoron általa alapított ortodox kolostornak és az ott lakó püspöknek adományozta.
1607-ben Rákóczi Zsigmond birtoka volt, aki e birtokot Ivánkovics János, Demeter és György örökös nélküli halála után Kun Gáspárnak halála után pedig testvéreinek Istvánnak és Péternek adományozta. 1652-ben Nápolyi György özvegye Kun Katalin és gyermekei István és Éva Gyerőffy Pálnéné itteni részüket Torma Miklósnak zálogosítják el megszökött jobbágyai közadójának megfizetéséért. 1696-ban Magyar-Bogáta török hódoltsági falu volt, 1702-ben birtokosa Buday Zsigmond, 1866-ban pedig Hatfaludy Bertalan, Lázár István és Székely Elek voltak.
Lakosai kezdetben magyarok voltak, akik az 1437–38 évi alparéti parasztlázadásban az elsők között vettek részt, és valószínűleg ekkor pusztulhattak el. 1653-ban a magyarság legalább névleg még tekintélyes számban volt képviselve. Vallása 1658-ban már görög keleti, és ekkor e községet oláh falunak írták, és rendes papja volt, ami akkor kevés községnek volt, ez arra mutat, hogy a magyarság a birtokosok által ide telepitett nagyobb számú oláhságba olvadt be. Mint magyar falu 1848-ig királyi dézsmát fizetett.
A trianoni békeszerződés előtt Szolnok-Doboka vármegye Dési járásához tartozott. 1910-ben 475 lakosából 414 román, 56 magyar volt. Ebből 417 görögkatolikus, 17 református, 37 izraelita volt.